# Ernesto Valverde
Ernesto Valverde (født 9. februar 1964 i Viandar de la Vera, Spanien) er en spansk fodboldtræner og tidligere fodboldspiller, der har været træner for FC Barcelona siden 1. juli 2017. Før dette var han træner i Athletic Bilbao (2000-2005 og igen 2013-2017), Valencia CF (2009-2010 og igen 2012-2013), Villarreal CF (2009-2010) og Olympiakos F.C. (2008-2009 og igen 2010-2012) og RCD Espanyol (2006-2008).
Som spiller spillede han i Deportivo Alavés (1982-1985), Sesato River (1985-1986), RCD Espanyol (1986-1988), FC Barcelona (1988-1990), Althletic Bilbao (1990-1996) og RCD Mallorca (1996-1997).